# Westland Lynx
Westland Lynx är en brittisk multirollhelikopter konstruerad av företaget Westland Helicopters och byggs numera av AgustaWestland.

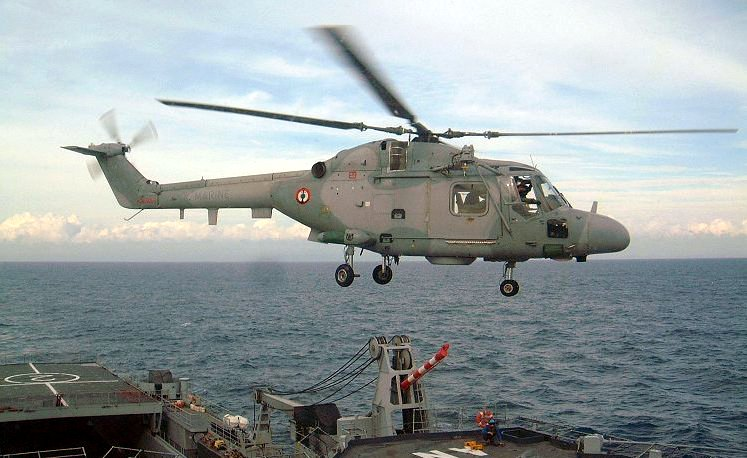
En Lynx Mk.2 från Franska marinen startar från landstigningsfartyget Ouragan.

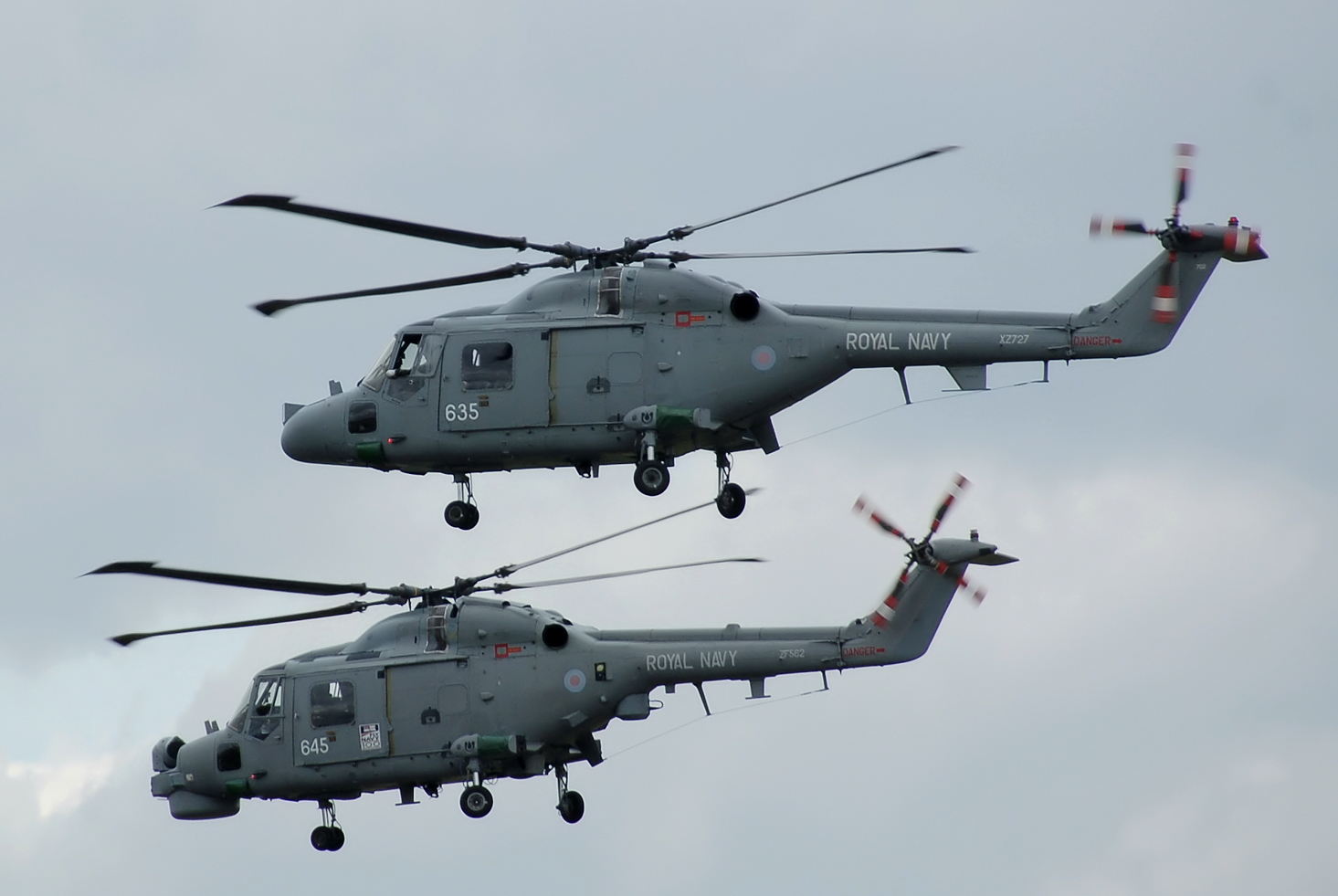
Två Lynx-helikoptrar från Royal Navy. En HAS.3 överst och en HMA.8 underst.

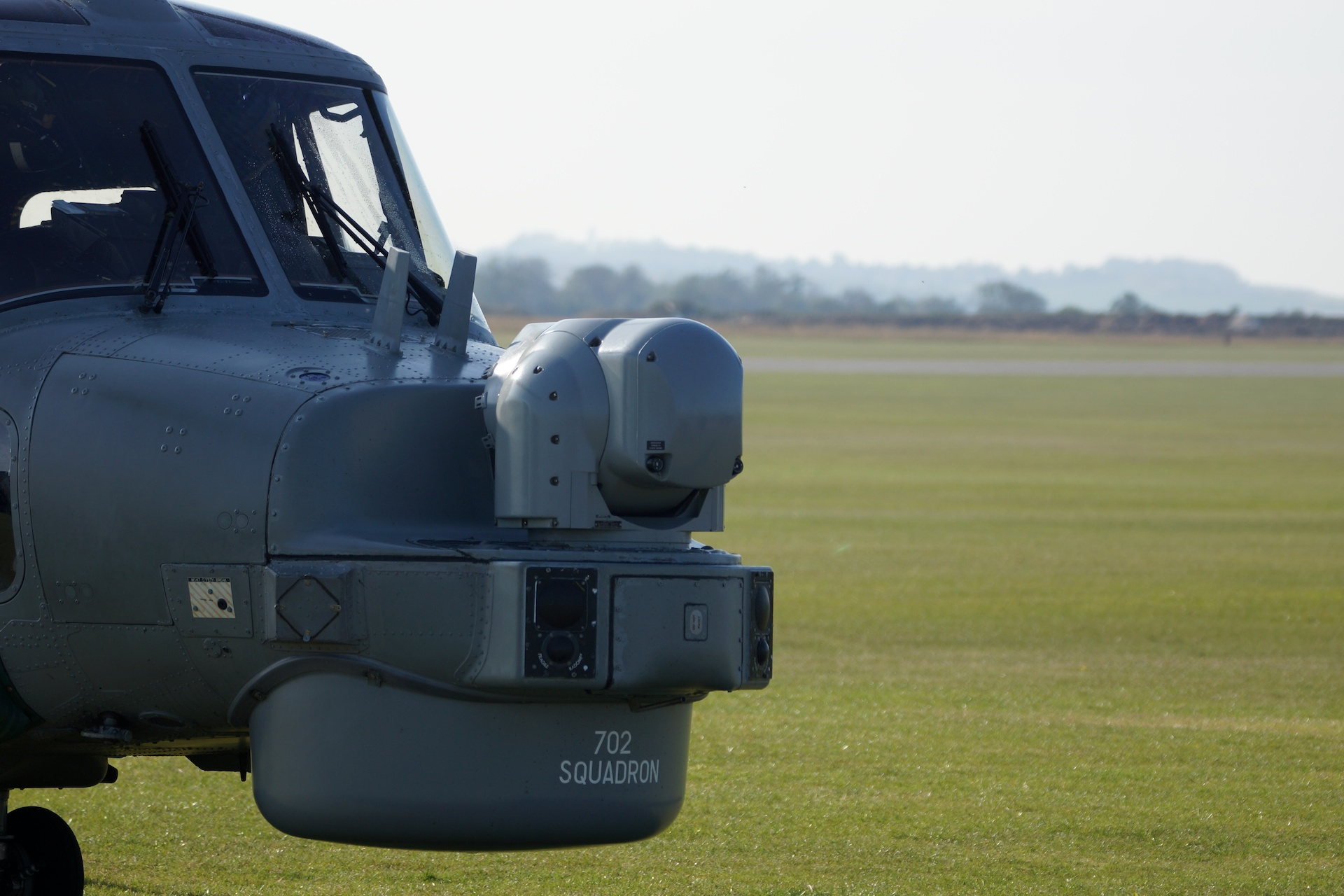
En detaljbild på nosen på en Super Lynx.

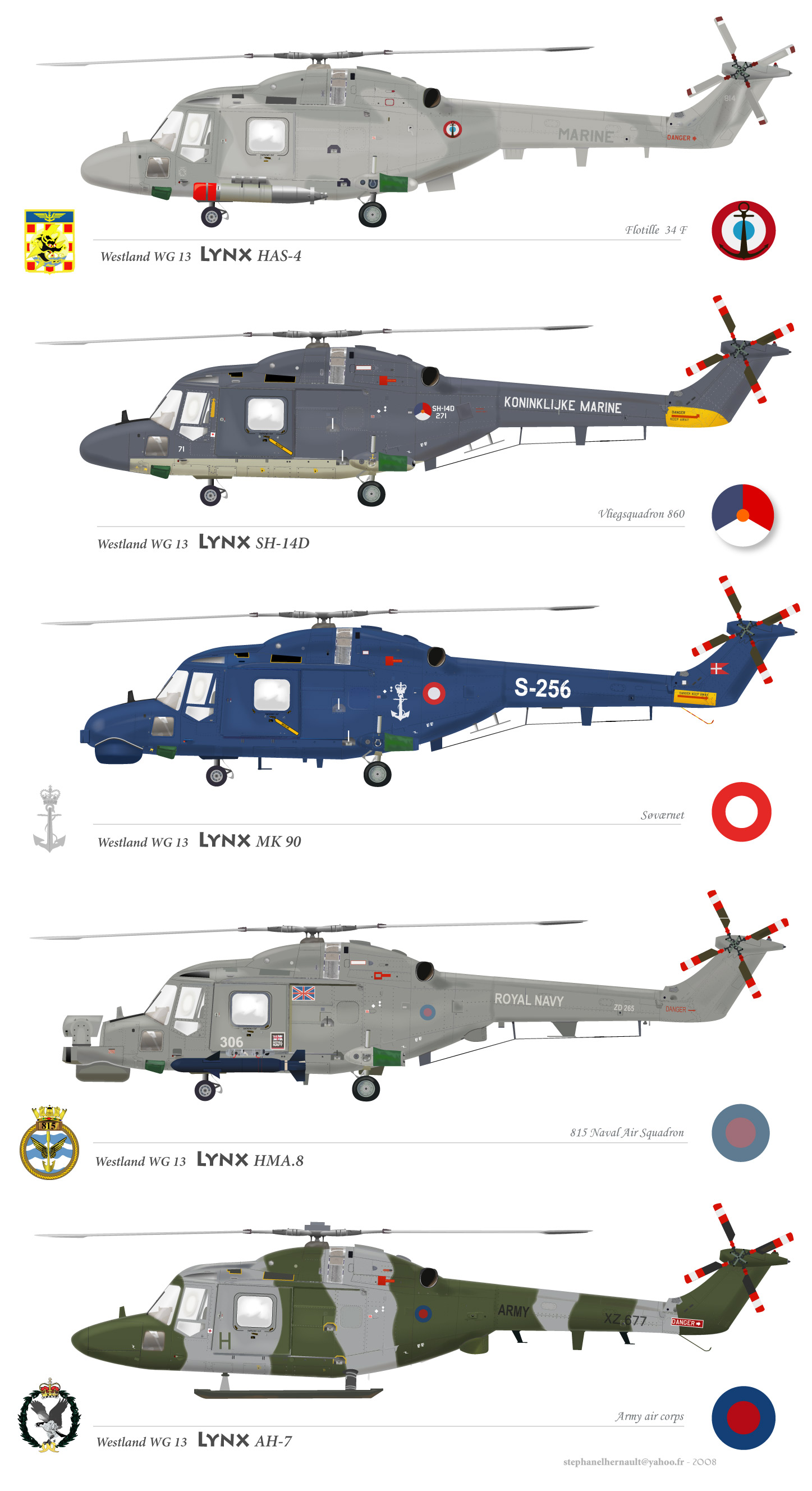
Lynx i fem olika utföranden. Uppifrån och ner:
En fransk Lynx Mk.21(FN)
En nederländsk SH-14D
En dansk Lynx Mk.90
En brittisk Lynx HMA.8
En brittisk Lynx AH.7

## Utveckling
I mitten på 1960-talet började Westland att utveckla en helikopter som skulle ersätta deras tidigare modeller Scout och Wasp. Helikoptern utvecklades helt och hållet av Westland, men Aérospatiale köpte in sig i projektet med 30%. Det var följden av en överenskommelse mellan Storbritannien och Frankrike att Frankrike skulle köpa Lynx som lätt transporthelikopter mot att Storbritannien köpte Puma som tung transporthelikopter. Franska armén drog sig ur avtalet och köpte i stället Gazelle medan Aéronavale stod fast vid avtalet och köpte 31 Lynx i marinversion.
Den lyckade konstruktionen ledde snart vidare till två nya helikoptrar i början av 1980-talet; Westland 30 för den civila marknaden och Lynx-3 för militären. Lynx-3 som skulle ha blivit både större och kraftfullare fick dock inga beställare och projektet lades ner. Dock började man tillverka vanliga Lynx-helikoptrar med Lynx-3:ans landställ för brittiska armén. På 1990-talet provade man att återvinna en del av idéerna från Lynx-3 i en marin modell kallas Super Lynx. Den fick kraftigare Gem 42-motorer, stjärtrotorn från Westland 30, ny radar monterad under nosen för 360° täckning och en FLIR i nosen. Under 2000-talet vidareutvecklades Super Lynx ytterligare med nya motorer och vissa system kopierade från AW101.

## Konstruktion
Lynx var Westlands första helt metriska konstruktion och nyskapande även på andra sätt. Den viktigaste innovationen var rotornavet som tillverkades i ett stycke titan. Rotorn är rigid vilket betyder att rotorbladen inte har någon rörelsefrihet uppåt-nedåt eller framåt-bakåt. De kan bara vridas runt sin egen axel för att reglera stigningen. Det medför mer vibrationer och buller i kabinen, men gör helikoptern mycket mer responsiv på pilotens kommandon och gör att Lynx kan göra manövrer som helikoptrar med artikulerad rotor inte klarar av.

## Hastighetsrekord
Redan de första prototyperna visade att kombinationen av en lätt och strömlinjeformad flygkropp, rigid rotor och två relativt kraftfulla motorer gjorde Lynx både lättmanövrerad av snabb. År 1972 satte en Lynx hastighetsrekord på 15 och 25 km med 322 km/h. Den 11 augusti 1986 uppnådde en Lynx med Gem 60-motorer och nykonstruerade rotorblad högsta uppmätta hastighet för en helikopter med 401 km/h. Det rekordet stod sig till 15 september 2010 då en Sikorsky X2 uppnådde 460 km/h.

## Användning

### Falklandskriget
Lynx fick sitt elddop under Falklandskriget. Inga sköts ner, men tre förlorades när HMS Coventry, HMS Ardent och Atlantic Conveyor sänktes. Den mest uppmärksammade insatsen gjordes 25 april 1982 då två Lynx-helikoptrar från HMS Brilliant anföll den argentinska ubåten ARA Santa Fe. Ubåten upptäcktes i ytläge och en av helikoptrarna avfyrade en målsökande torped. Om ubåten hade dykt så hade torpeden träffat den, men den dök inte, så helikoptrarna anföll ubåten med kulsprutor. Santa Fe sänktes senare samma dag med AS.12-robotar från Wasp-helikoptrar i Grytviken.
Den 3 maj anföll två Lynx-helikoptrar från HMS Coventry och HMS Glasgow den argentinska patrullbåten Alferez Sorbal med Sea Skua-robotar. Totalt tre robotar träffade båten som sjönk. Även underhållsfartyget Río Carcarañá anfölls med Sea Skua-robotar. En Lynx räddades av helikopterns utmärkta manöveregenskaper när den överraskades och anfölls av två argentinska Dagger-jaktplan.

### Kuwaitkriget
Totalt sex Lynx-helikoptrar sändes till Persiska viken ombord på de fartyg från brittiska flottan som deltog på de allierades sida. Samtliga var beväpnade med Sea Skua-robotar och de förstörde totalt femton irakiska fartyg, varav fem sänktes av samma helikopter från HMS Cardiff. Två landstigningsförsök vid staden Khafji avvärjdes av Lynx-helikoptrar.

### Irakkriget
Första gången en Lynx förlorades i strid var 6 maj 2006 när en Lynx sköts ner över Basra av en bärbar luftvärnsrobot.

## Varianter
Den ursprungliga konstruktionen fanns i två huvudvarianter; En arméversion (army lynx) och en marinversion (navy lynx). Efter att Lynx-3 floppat utvecklades armé- och marinversionerna delvis åt olika håll med Battlefield Lynx för armén (AH.9) och Super Lynx för marint bruk (HMA.8). Det är först under 2010-talet som den senaste varianten Lynx Wildcat erbjuder en gemensam plattform för båda användningsområdena.
Arméversioner
- WG.13 – Prototyp
- Lynx AH.1 – Multirollhelikopter tillverkad för brittiska armén. 113 byggda, 60 av dem utrustade med robotsikte för TOW-robotar.
- Lynx Mk.28 – Exportversion tillverkad för polisen i Qatar. Tre levererade.
- Lynx AH.1GT – Lynx AH.1 delvis uppgraderad version med motorer och stjärtrotor från Lynx AH.7.
- Lynx AH.5 – Uppgraderad version med Gem 41-motorer och ny växellåda. Endast fem tillverkade. Fyra av dem uppgraderades i efterhand till Lynx AH.7.
- Lynx AH.6 – Föreslagen version för Royal Marines med landställ och vikbar stjärtbom från marinversionen. Inga byggda.
- Lynx AH.7 – Uppgraderad version med Gem 41-motorer, ny växellåda, ny stjärtrotor i kompositmaterial och ny huvudrotor. Tolv byggda. 107 uppgraderade från Lynx AH.1
- Lynx AH.9 – Uppgraderad version med landställ från Lynx-3 och nyare växellåda. Sexton byggda och åtta uppgraderade från Lynx AH.7
- Lynx AH.9A – Lynx AH.9 med LHTEC CTS800-motorer på 1362 hk.

Marinversioner
- Lynx HAS.2 – Marinversion tillverkad för Royal Navy. Landställ med hjul, vikbar stjärtbom och Seaspray-radar. 60 byggda.
- Lynx Mk.2(FN) – Marinversion tillverkad för Franska marinen. Identisk med HAS.2 förutom att den har dopphydrofon och radarn ORB-31W. 26 byggda.
- Lynx Mk.21 – Exportversion tillverkad för Brasiliens flotta. Nio levererade.
- Lynx Mk.23 – Exportversion tillverkad för Argentinas flotta. Två tillverkade men aldrig levererade på grund av Falklandskriget. En av dem såld till Danmark.
- Lynx Mk.25 – Exportversion tillverkad för Nederländernas flotta. Sex levererade.
- Lynx Mk.27 – Uppgraderad version tillverkad för Nederländska flottan med Gem 41-motorer och dopphydrofon. Tio levererade.
- Lynx HAS.3 – Uppgraderad version för Royal Navy med Gem 42-motorer och ny växellåda. 30 byggda och 53 ombyggda från HAS.1.
- Lynx Mk.80 – Exportversion tillverkad för danska Søværnet. Itdentisk med HAS.3 med saknar fällbar stjärtbom.
- Lynx Mk.81 – Uppgraderad version tillverkad för Nederländska flottan med Gem 41-motorer. Saknar ubåtsjaktutrustningen på Mk.27.
- Lynx Mk.86 – Flygräddningshelikopter tillverkad för Norges flygvapen.
- Lynx HAS.3GM – Modifiering införd inför Kuwaitkriget. Nya störsändare, nytt igenkänningssystem och FLIR.
- Lynx HAS.3ICE – Modifiering för arktiska förhållanden. Ett fåtal modifierade för tjänstgöring ombord på polarforskningsfartyget HMS Endurance.
- Lynx Mk.4(FN) – Uppgraderad version för Franska marinen med Gem 42-motorer och ny växellåda. 14 byggda.
- Lynx Mk.89 – Exportversion tillverkad för Nigerianska flottan. Tre byggda.
- Lynx Mk.90 – Exportversion för danska Søværnet. Ursprungligen tillverkade för Argentina men aldrig levererade.
- Lynx HMA.8 – Nykonstruerade version baserad på Super Lynx. Gem 42-motorer, samma rotorsystem som AH.7, ny ytspaningsradar med 360° täckning och FLIR.
- Super Lynx Mk.21A – Exportversion av HMA.8 tillverkad för Brasilianska flottan. Nio levererade.
- Super Lynx Mk.64 – Exportversion tillverkad för Sydafrikanska flygvapnet för tjänstgöring ombord på Valour-klass fregatter. Fyra levererade.
- Super Lynx Mk.88 – Exportversion tillverkad för Deutsche Marine. Sju nytillverkade och nitton uppgraderad till Super Lynx.
- Super Lynx Mk.95 – Exportversion tillverkad för Portugisiska flottan. Bendix-radar och dopphydrofon, men ingen FLIR. Fem levererade.
- Super Lynx Mk.99 – Exportversion tillverkad för Republiken Koreas flotta. 25 halvfärdiga helikoptrar levererade och färdigbyggda i Korea.
- Super Lynx Mk.100 – Exportversion tillverkad för Malaysiska flottan med CTS800-motorer. Sex levererade.
- Super Lynx Mk.110 – Exportversion tillverkad för Thailändska flottan. Fyra beställda.
- Super Lynx Mk.120 – Exportversion tillverkad för Omanska flygvapnet. 16 byggda.
- Super Lynx Mk.130 – Exportversion tillverkad för Algeriska flottan. Fyra beställda.